# 日本の企業一覧 (非鉄金属)
日本の企業一覧(非鉄金属)（にほんのきぎょういちらん ひてつきんぞく）は、「証券コード協議会」が定める業種区分に基づき「非鉄金属」とされる日本の企業の一覧。

## ア行
- アーレスティ（東証プライム・5852）
- アサカ理研（東証スタンダード・5724）
- アサヒホールディングス（東証プライム・5857）
  - アサヒプリテック（東証1・5855）
- エス・サイエンス（東証スタンダード・5721）
- STG（東証グロース・5858）
- エヌアイシ・オートテック（東証スタンダード・5742）
- FCM（JASDAQ・5758）
- 大阪チタニウムテクノロジーズ（東証プライム・5726）
- オーナンバ（東証スタンダード・5816）
- 沖電線（東証1・5815）

## カ行
- 開明伸銅
- カナレ電気（東証スタンダード・5819）
- 倉茂電工
- 川金ダイカスト工業（旧・東京理化工業所）

## サ行
- CKサンエツ（東証プライム・5757）
- JX金属（東証プライム・5016）
- JMACS（東証スタンダード・5817）
- JMC（東証グロース・5704）
- 昭和電線ホールディングス（東証プライム・5805）
- 住友金属鉱山（東証プライム・5713）
- 住友軽金属工業（東証1・5738）→UACJ
- 住友電気工業（東証プライム・5802）
  - 住友電工産業電線

## タ行
- 大紀アルミニウム工業所（東証プライム・5702）
- タツタ電線（東証プライム・5809）
- 中外鉱業（東証スタンダード・1491）
- 東海アルミ箔（JASDAQ・5756）
- 東京特殊電線（東証スタンダード・5807）
- 東邦亜鉛（東証プライム・5707）
- 東邦金属（東証スタンダード・5781）
- 東邦チタニウム（東証プライム・5727）
- 東日京三電線
- DOWAホールディングス（東証プライム・5714）
- トヨクニ電線（JASDAQ・5811）

## ナ行
- 西日本電線
- 日本カタン（JASDAQ・5613）
- 日本軽金属ホールディングス（東証プライム・5703）
- 日本伸銅（東証スタンダード・5753）
- 日本精鉱（東証スタンダード・5729）
- 日本製箔（東証2・5739）→UACJ製箔
- 日本電解（東証グロース・5759）
- 日本電線工業→JMACS

## ハ行
- 阪神電線
- パンパシフィック・カッパー
- 日立金属
  - 茨城テクノス
- 平河ヒューテック（東証プライム・5821）
- フジクラ（東証プライム・5803）
- 古河機械金属（東証プライム・5715）
- 古河電気工業（東証プライム・5801）

## マ行
- 三井金属鉱業（東証プライム・5706）
- 三菱マテリアル（東証プライム・5711）
  - 三菱伸銅（東証1・5771）→三菱マテリアル
  - 三菱電線工業（東証1・5804）
- 三ッ星（東証スタンダード・5820）

## ヤ行
- 吉野川電線
- UACJ（東証プライム・5741）
  - UACJ製箔

## ラ行
- 理研電線（東証2・5808）
- リョービ（東証プライム・5851）